# Charioteer
Charioteer hay FV4101 Cromwell hoặc xe tăng hạng trung FV4101, Charioteer là một loại pháo tự hành chống tăng.Nó được sản xuất vào những năm 1950 và phục vụ trong các đơn vị tại Tây Đức.Charioteer được thiết kế bằng cách gắn một khẩu pháo 20 pdr trên thân tăng Cromwell.

## Phát triển
Vào đầu những năm 1950, để tăng thêm hỏa lực cho lực lượng thiết giáp hoàng gia, một số tăng Cromwell được trang bị pháo 20 pdr, nó sử dụng tháp pháo 2 người mới nhưng được bọc giáp khá mỏng. Kết quả chính là mẫu pháo tự hành chống tăng FV 4101 Charioteer.Có khoảng 200 tăng Cromwell được biến đổi thành FV 4101 Charioteer bởi hãng Robinson và Kershaw Ltd ở Cheshire.

## Hoạt động
Quân đội Anh chỉ sử dụng FV 4101 Charioteer với mục đích luyện tập.Vào giữa và cuối những năm 1950, FV 4101 được bán cho các nước như Áo, Phần Lan, Jordan và Liban.

## Những chiếc còn sót lại
- Một chiếc FV 4101 Charioteer được trưng bày tại bảo tàng xe tăng Bovingtion, Anh.[4]
- Một chiếc FV 4101 Charioteer của quân đội Phần Lan được trưng bày ngoài trời tại bảo tàng xe tăng Parola.
- Một chiếc FV 4101 Charioteer được trưng bày tại bảo tàng Yad la-Shiryon, Israel.
- Một chiếc FV 4101 Charioteer được trưng bày tại bảo tàng quân đội Áo, Viên.

## Những nước sử dụng
- Áo - quân đội Áo mua 56 chiếc vào năm 1956.
- Phần Lan - quân đội Phần Lan mua 38 chiếc mẫu B vào năm 1960 và sử dụng cho đến tận năm 1979.Những chiếc mẫu B được cất cho đến tận năm 2007 trước khi được đem ra bán đấu giá.
- Jordan - Jordan mua 24 chiếc cho trung đoàn thiết giáp số 3 vào năm 1954.Có một vài chiếc trong số đó được bán cho quân đội Liban.
- Liban - quân đội Liban mua 43 chiếc, sau đó chuyển lại vài chiếc cho quân đội Palestin vào năm 1976.
- Anh Quốc